# Ronde van Frankrijk 1996
De 83e editie van de Ronde van Frankrijk ging van start op 29 juni in 's-Hertogenbosch en eindigde op 21 juli in Parijs.
De ronde werd gewonnen door de Deen Bjarne Riis. De vijfvoudige winnaar Miguel Indurain was duidelijk niet meer op zijn best en moest het afleggen tegen andere renners zoals Jevgeni Berzin, Bjarne Riis en Richard Virenque.

## Doping
Op 25 mei 2007 maakte Riis een einde aan de twijfels en bekende hij dat hij de Ronde van Frankrijk in 1996 op doping heeft gewonnen. Hij heeft het gebruik van epo opgebiecht tijdens een persbijeenkomst in het Deense Lyngby. Het was de eerste keer dat een renner bekent de Tour te hebben gewonnen op doping. Hij deed deze uiteenzetting na dopingbekentenissen van enkele van zijn oude ploeggenoten bij Team Telekom in de voorafgaande week (Christian Henn, Udo Bölts, Erik Zabel. en Rolf Aldag). Zabel won in de ronde van 1996 de groene trui. De winnaar van de bolletjestrui 1996, Richard Virenque had al eerder, na lang aarzelen, dopinggebruik toegegeven.
Op 7 juni 2007 maakte de organisatie bekend Bjarne Riis niet meer als winnaar te zullen erkennen. De UCI heeft hier niet op gereageerd, alleen de UCI kan een renner een titel ontnemen.

## Etappe-overzicht
| datum   | etappe  | route                                   | afstand  | Type                | winnaar                  | gele trui          |
| ------- | ------- | --------------------------------------- | -------- | ------------------- | ------------------------ | ------------------ |
| 29 juni | Proloog | 's-Hertogenbosch                        | 9,4 km   | Proloog             | Alex Zülle               | Alex Zülle         |
| 30 juni | 1       | 's-Hertogenbosch - 's-Hertogenbosch     | 209 km   | Vlakke rit          | Frédéric Moncassin       | Alex Zülle         |
| 1 juli  | 2       | 's-Hertogenbosch - Wasquehal            | 247,5 km | Vlakke rit          | Mario Cipollini          | Alex Zülle         |
| 2 juli  | 3       | Wasquehal - Nogent-sur-Oise             | 195 km   | Vlakke rit          | Erik Zabel               | Frédéric Moncassin |
| 3 juli  | 4       | Soissons - Lac de Madine                | 232 km   | Vlakke rit          | Cyril Saugrain           | Stéphane Heulot    |
| 4 juli  | 5       | Lac de Madine - Besançon                | 242 km   | Vlakke rit          | Jeroen Blijlevens        | Stéphane Heulot    |
| 5 juli  | 6       | Arc-et-Senans - Aix-les-Bains           | 207 km   | Heuvelrit           | Michael Boogerd          | Stéphane Heulot    |
| 6 juli  | 7       | Chambéry - Les Arcs                     | 200 km   | Bergrit             | Luc Leblanc              | Jevgeni Berzin     |
| 7 juli  | 8       | Bourg-Saint-Maurice - Val-d'Isère       | 30,5 km  | Klimtijdrit         | Jevgeni Berzin           | Jevgeni Berzin     |
| 8 juli  | 9       | Le Monêtier-les-Bains - Sestriere       | 46 km    | Bergrit             | Bjarne Riis              | Bjarne Riis        |
| 9 juli  | 10      | Turijn - Gap                            | 208,5 km | Heuvelrit           | Erik Zabel               | Bjarne Riis        |
| 10 juli | Rustdag | Rustdag                                 | Rustdag  | Rustdag             | Rustdag                  |                    |
| 11 juli | 11      | Gap - Valence                           | 202 km   | Heuvelrit           | Chepe González           | Bjarne Riis        |
| 12 juli | 12      | Valence - Le Puy-en-Velay               | 143,5 km | Heuvelrit           | Pascal Richard           | Bjarne Riis        |
| 13 juli | 13      | Le Puy-en-Velay - Superbesse-Sancy      | 177 km   | Heuvelrit           | Rolf Sörensen            | Bjarne Riis        |
| 14 juli | 14      | Besse - Tulle                           | 186,5 km | Vlakke rit          | Djamolidin Abdoesjaparov | Bjarne Riis        |
| 15 juli | 15      | Brive-la-Gaillarde - Villeneuve-sur-Lot | 176 km   | Vlakke rit          | Massimo Podenzana        | Bjarne Riis        |
| 16 juli | 16      | Agen - Lourdes/Hautacam                 | 199 km   | Bergrit             | Bjarne Riis              | Bjarne Riis        |
| 17 juli | 17      | Argelès-Gazost - Pamplona               | 262 km   | Bergrit             | Laurent Dufaux           | Bjarne Riis        |
| 18 juli | 18      | Pamplona - Hendaye                      | 154,5 km | Vlakke rit          | Bart Voskamp             | Bjarne Riis        |
| 19 juli | 19      | Hendaye - Bordeaux                      | 226,5 km | Vlakke rit          | Frédéric Moncassin       | Bjarne Riis        |
| 20 juli | 20      | Bordeaux - Saint-Émilion                | 63,5 km  | Individuele tijdrit | Jan Ullrich              | Bjarne Riis        |
| 21 juli | 21      | Palaiseau - Parijs                      | 147,5 km | Vlakke rit          | Fabio Baldato            | Bjarne Riis        |

## Opvallende gebeurtenissen
- Mario Cipollini werd bij de eerste massasprint gediskwalificeerd vanwege onrechtmatig sprinten
- Na een massale valpartij in het peloton raakt Lance Armstrong slaags met Gilles Bouvard
- Stéphane Heulot gaf in de 7e etappe als geletruidrager op, in tranen, vanwege een peesontsteking
- In dezelfde etappe rijdt Johan Bruyneel een ravijn in; twee bomen blijken zijn redding
- de Alpenrit over de col d'Iseran en col du Galibier werd ingekort vanwege hevige sneeuwval
- Chepe González was de eerste Colombiaan die een sprint in de Tour won, en geen bergrit
- In de etappe van Agen naar Hautacam kan vijfvoudig Tourwinnaar Miguel Indurain de groep der favorieten niet meer volgen als Bjarne Riis demarreert, dan al een slecht voorteken. In de etappe naar zijn woonplaats Pamplona verloor Indurain liefst 8'30", wat het symbolische einde van zijn Tour-dominantie was. Na afloop werd hij op het podium alsnog geëerd en ging geletruidrager Riis uit respect achter hem staan
- In de 18e etappe staakten de motards uit onvrede over onbehoorlijk gedrag van Kelme-ploegleider Álvaro Pino

## Eindklassementen
| Eindklassement      | Eindklassement           | Eindklassement | Eindklassement |
| ------------------- | ------------------------ | -------------- | -------------- |
| Algemeen klassement | Bjarne Riis              | 95u 57' 16"    |                |
| Tweede              | Jan Ullrich              | + 1' 41"       |                |
| Derde               | Richard Virenque         | + 4' 37"       |                |
| Vierde              | Laurent Dufaux           | + 5' 53"       |                |
| Vijfde              | Peter Luttenberger       | + 7' 07"       |                |
| Zesde               | Luc Leblanc              | + 10' 03"      |                |
| Zevende             | Pjotr Oegroemov          | + 10' 04"      |                |
| Achtste             | Fernando Escartín        | + 10' 26"      |                |
| Negende             | Abraham Olano            | + 11' 00"      |                |
| Tiende              | Tony Rominger            | + 11' 53"      |                |
| Rode Lantaarn       | Jean-Luc Masdupuy (129e) | + 3h 49' 52"   |                |
| Puntenklassement    | Erik Zabel               | 335 punten     |                |
| Tweede              | Frédéric Moncassin       | 284 punten     |                |
| Derde               | Fabio Baldato            | 255 punten     |                |
| Bergklassement      | Richard Virenque         | 383 punten     |                |
| Tweede              | Bjarne Riis              | 274 punten     |                |
| Derde               | Laurent Dufaux           | 176 punten     |                |
| Jongerenklassement  | Jan Ullrich              | 95u 58' 57"    |                |
| Tweede              | Peter Luttenberger       | + 5' 26"       |                |
| Derde               | Manuel Fernández Ginés   | + 24' 47"      |                |
| Ploegenklassement   | Festina                  | 287u 46' 20"   |                |
| Tweede              | Team Deutsche Telekom    | + 15' 14"      |                |
| Derde               | Mapei                    | + 51' 36"      |                |

## Belgische & Nederlandse prestaties
In totaal namen er acht Belgen en tien Nederlanders deel aan de Tour van 1996.

### Belgische etappe-zeges
- In 1996 was er geen Belgische etappe-overwinning

### Nederlandse etappe-zeges
- Jeroen Blijlevens won de 5e etappe van Lac de Madine naar Besançon
- Michael Boogerd won de 6e etappe van Arcs-et-Senans naar Aix-les-Bains.
- Bart Voskamp won de 18e etappe van Pamplona naar Hendaye.

 winnaars gele trui · 
 puntenklassement · 
 bergklassement · 
 jongerenklassement · 
 tussensprintklassement · 
 combinatieklassement · 
 ploegenklassement · 
 strijdlust · 
rode lantaarn
records · meeste deelnames · ranglijst etappewinnaars · bekende beklimmingen · valpartijen · dopinggevallen · Grand Départ · Souvenir Henri Desgrange
1903 · 
1904 · 
1905 · 
1906 · 
1907 · 
1908 · 
1909 · 
1910 · 
1911 · 
1912 · 
1913 · 
1914 ·
1915 ·
1916 ·
1917 ·
1918 · 
1919 · 
1920 · 
1921 · 
1922 · 
1923 · 
1924 · 
1925 · 
1926 · 
1927 · 
1928 · 
1929 · 
1930 · 
1931 · 
1932 · 
1933 · 
1934 · 
1935 · 
1936 · 
1937 · 
1938 · 
1939 · 
1940 ·
1941 ·
1942 ·
1943 ·
1944 ·
1945 ·
1946 ·
1947 · 
1948 · 
1949 · 
1950 · 
1951 · 
1952 · 
1953 · 
1954 · 
1955 · 
1956 · 
1957 · 
1958 · 
1959 · 
1960 · 
1961 · 
1962 · 
1963 · 
1964 · 
1965 · 
1966 · 
1967 · 
1968 · 
1969 · 
1970 · 
1971 · 
1972 · 
1973 · 
1974 · 
1975 · 
1976 · 
1977 · 
1978 · 
1979 · 
1980 · 
1981 · 
1982 · 
1983 · 
1984 · 
1985 · 
1986 · 
1987 · 
1988 · 
1989 · 
1990 · 
1991 · 
1992 · 
1993 · 
1994 · 
1995 · 
1996 · 
1997 · 
1998 · 
1999 · 
2000 · 
2001 · 
2002 · 
2003 · 
2004 · 
2005 · 
2006 · 
2007 · 
2008 · 
2009 · 
2010 · 
2011 · 
2012 · 
2013 · 
2014 · 
2015 · 
2016 · 
2017 · 
2018 · 
2019 ·
2020 · 
2021 · 
2022 · 
2023 · 
2024 · 
2025